# Хосе Мануель Флорес
Хосе Мануель Флорес (ісп. José Manuel Flores, нар. 6 березня 1987, Кадіс), відомий як Чико (ісп. Chico) — іспанський футболіст, що грав на позиції центрального захисника за низку іспанських та іноземних клубних команд, а також за молодіжну збірну Іспанії.

## Клубна кар'єра
Народився 6 березня 1987 року в місті Кадіс. Вихованець футбольної школи «Кадіс».
Від 2005 року виступав за другу команду клубу, а за два роки дебютував в іграх головної команди «Кадіса» в Сегунді. Там молодий захисник мав обмежений час, натомість отримував ігрову практику граючи на умовах оренди за «Портуенсе» та «Барселону Б» у третьому та четвертому іспанських дивізіонах.
Вдітку 2008 року за 700 тисяч євро перейшов до «Альмерії», у складі якої дебютував в іграх елітної Ла-Ліги.
У липні 2010 року молодого захисника, що встиг стати основним гравцем на рівні найвищого іспанського дивізіону, до своїх лав запросив італійський «Дженоа». Італійці сплатили за трансфер 5 мільйонів євро, проте основним гравцем їх команди Чико не став. За рік був відданий в оренду на батьківщину до «Мальорки», а влітку 2012 року за 2,5 мільйона перейшов до «Свонсі Сіті», представника англійської Прем'єр-ліги. Відіграв в Англії наступні два роки своєї кар'єри, був здебільшого основним гравцем захисту команди.
Протягом другої половини 2010-х грав у Катарі за «Аль-Духаїль», на батьківщині за друголігову «Гранаду», а також у Росії за «Рубін».
Завершував ігрову кар'єру виступами протягом сезону 2019/20 на рівні Сегунди за «Фуенлабрада».

## Виступи за збірну
Протягом 2008—2009 років залучався до складу молодіжної збірної Іспанії. На молодіжному рівні зіграв у 3 офіційних матчах, ставши учасником молодіжного Євро-2009.

## Статистика виступів

### Статистика клубних виступів
Станом на 30 червня 2015
| Сезон                   | Команда                 | Чемпіонат               | Чемпіонат | Чемпіонат | Національний кубок | Національний кубок | Національний кубок | Континентальні кубки | Континентальні кубки | Континентальні кубки | Інші змагання | Інші змагання | Інші змагання | Усього | Усього |
| Сезон                   | Команда                 | Ліга                    | Ігор      | Голів     | Ліга               | Ігор               | Голів              | Ліга                 | Ігор                 | Голів                | Ліга          | Ігор          | Голів         | Ігор   | Голів  |
| ----------------------- | ----------------------- | ----------------------- | --------- | --------- | ------------------ | ------------------ | ------------------ | -------------------- | -------------------- | -------------------- | ------------- | ------------- | ------------- | ------ | ------ |
| 2006–07                 | «Кадіс»                 | СД                      | 3         | 0         | КІ                 | 0                  | 0                  | -                    | -                    | -                    | -             | -             | -             | 3      | 0      |
| 2007-січ. 2008          | «Расінг Портуенсе»      | СДБ                     | 19        | 3         | КІ                 | 2                  | 0                  | -                    | -                    | -                    | -             | -             | -             | 21     | 3      |
| січ.-черв. 2008         | «Барселона Б»           | ТД                      | 13        | 2         | -                  | -                  | -                  | -                    | -                    | -                    | -             | -             | -             | 13     | 2      |
| 2008–09                 | «Альмерія»              | ПД                      | 20        | 1         | КІ                 | 3                  | 0                  | -                    | -                    | -                    | -             | -             | -             | 23     | 1      |
| 2009–10                 | «Альмерія»              | ПД                      | 27        | 0         | КІ                 | 1                  | 0                  | -                    | -                    | -                    | -             | -             | -             | 28     | 0      |
| Усього за «Альмерію»    | Усього за «Альмерію»    | Усього за «Альмерію»    | 47        | 1         |                    | 4                  | 0                  |                      | -                    | -                    |               | -             | -             | 51     | 1      |
| 2010–11                 | «Дженоа»                | A                       | 15        | 0         | КІ                 | 1                  | 0                  | -                    | -                    | -                    | -             | -             | -             | 16     | 0      |
| 2011–12                 | «Мальорка»              | ПД                      | 33        | 0         | КІ                 | 1                  | 0                  | -                    | -                    | -                    | -             | -             | -             | 34     | 0      |
| 2012–13                 | «Свонсі Сіті»           | ПЛ                      | 26        | 0         | КА+КЛ              | 2+4                | 0+1                | -                    | -                    | -                    | -             | -             | -             | 32     | 1      |
| 2013–14                 | «Свонсі Сіті»           | ПЛ                      | 31        | 3         | КА+КЛ              | 2+0                | 0                  | ЛЄ                   | 10                   | 0                    | -             | -             | -             | 43     | 3      |
| Усього за «Свонсі Сіті» | Усього за «Свонсі Сіті» | Усього за «Свонсі Сіті» | 57        | 3         |                    | 8                  | 1                  |                      | 10                   | 0                    |               | -             | -             | 75     | 4      |
| 2014–15                 | «Аль-Духаїль»           | ЛЗК                     | 25        | 4         | КЕК                | 0                  | 0                  | ЛЧ                   | 10                   | 1                    | -             | -             | -             | 35     | 5      |
| Усього за кар'єру       | Усього за кар'єру       | Усього за кар'єру       | 212       | 13        |                    | 16                 | 1                  |                      | 20                   | 1                    |               | -             | -             | 248    | 15     |

## Титули і досягнення
- Володар Кубка Футбольної ліги (1):

«Свонсі Таун»: 2012-13
- Чемпіон Катару (2):

«Аль-Духаїль»: 2014-15, 2016-17
- Володар Кубка Еміра Катару (1):

«Ад-Духаїль»: 2016
- Володар Кубка наслідного принца Катару (1):

«Ад-Духаїль»: 2015
- Володар Кубка шейха Яссіма (2):

«Ад-Духаїль»: 2015, 2016